# Tondano (vulkaan)
De Tondano is een supervulkaan in het noorden van het eiland Sulawesi (Celebes) in Indonesië. De vulkaan heeft een 20 × 30 km brede caldera, in het late Mioceen of vroege Plioceen gevormd door een supereruptie. Ten oosten van de vulkaan ligt het Tondanomeer met aan de noordzijde de plaats Tondano.